# Adam Gumpelzhaimer
Adam Gumpelzhaimer, Gumpeltzhaimer (ur. 1559 w Trostbergu, zm. 3 listopada 1625 w Augsburgu) – niemiecki kompozytor.

## Życiorys
Muzyki uczył się u Jodocusa Entzenmüllera przy klasztorze benedyktyńskim świętych Ulryka i Afry w Augsburgu. Studiował na uniwersytecie w Ingolstadt, gdzie przypuszczalnie uzyskał tytuł magistra. Od 1581 roku był preceptorem i kantorem kościoła św. Anny w Augsburgu. W 1590 roku uzyskał obywatelstwo miejskie.
Tworzył utwory do tekstów w języku niemieckim, wzorowane na włoskiej vilanelli. Był także autorem traktatu teoretycznego Compendium musicae (wyd. Augsburg 1591; 3. wyd. poszerzone pt. Compendium musicae latinogermanicum 1595), będącego poszerzonym opracowaniem traktatu Heinricha Fabera. Dzieło to zilustrowane zostało licznymi przykładami kompozycji autorstwa Gumpelzhaimera i innych kompozytorów.
Utwory Gumpelzhaimera wydał Otto Mayr (Adam Gumpelzhaimer. Ausgewählte Werke, Denkmäler der Tonkunst in Bayern, tom XIX, Jahrgang X/2, 1909).

## Kompozycje
(na podstawie materiałów źródłowych)
- Neue teutsche geistliche Lieder... nach Art der welschen Villanellen na 3 głosy (1591; 3. wyd. pt. Lustgärtlins teutsch und lateinischer geistlicher Lieder erster Theil 1611)
- Neue teutsche geistliche Lieder nach Art der welschen Canzonen na 4–5 głosów (1594; 3. wyd. pt. Wirtzgärtlins teutsch und lateinischer geistlicher Lieder, erster Theil 1619)
- Contrapunctus na 4–5 głosów (1595)
- Sacrorum concentuum... liber primus na 8 głosów (1601)
- Psalmus LI na 8 głosów (1604)
- Lustgärtlins teutsch und lateinischer geistlicher Lieder ander Theil na 3 głosy (1611)
- Sacrorum concentuum... cum duplici basso ad organorum usum... liber secundus na 8 głosów (1614)
- Zwai schöne Weihenacht Lieder na 4 głosy (1618)
- Wirtzgärtlins teutsch und lateinischer geistlicher Lieder, ander Theil na 4–5 głosów (1619)
- Christliches Weihenacht Gesang na 4 głosy (1620)